# Helen Cresswell
Helen Cresswell (Kirkby-in-Ashfield, 11 luglio 1934 – Eakring, 26 settembre 2005) è stata una scrittrice inglese.

## Biografia
Helen Cresswell ha studiato alla Nottingham High School for Girls e si è laureata al King's College London. Ha avuto due figlie, Caroline Rowe (1963) e Candy Rowe (1971), e due nipoti, Ellie Staves (1996) e Lucy Staves (1999). Il 26 settembre 2005 è morta all'età di 71 anni nella sua casa a Eakring, nel Nottinghamshire, a causa di un cancro alle ovaie.
Cresswell ha scritto più di 120 libri per bambini; in Italia è conosciuta per la saga dei Bagthorpe, in cui racconta con ironia le avventure di una famiglia borghese, e la storia di un bambino che diventa invisibile, intitolata Per un Pelo! . Ha curato degli adattamenti per serie televisive inglesi, come Moondial (1998), Five children and It (1991), The famous five (1995-1996) e The Demon Headmaster (1996-1998).

## Opere
Saga dei Bagthorpe:
- Ordinary Jack (1977) – Jack, un ragazzo qualunque
- Absolute Zero (1978) – Zero Assoluto
- Bagthorpes Unlimited (1978) – Premiata ditta Bagthorpe & C.
- Bagthorpes v The World (1979) – I Bagthorpe contro il resto del mondo
- Bagthorpes Abroad (1984) – I Bagthorpe in viaggio
- Bagthorpes Haunted (1985) – I Bagthorpe e lo spettro di famiglia
- Bagthorpes Liberated (1989) – Mamma Bagthorpe alla riscossa
- The Bagthorpe Triangle (1992) – Il triangolo dei Bagthorpe
- Bagthorpes Besieged (1997)
- Bagthorpes Battered (2001)

Storie di Lizzie Dripping:
- Lizzie Dripping (1973)
- Lizzie Dripping by the Sea (1974)
- Lizzie Dripping and the Little Angel (1974)
- Lizzie Dripping and the Witch (1974)
- Lizzie Dripping on Holiday (1994)

Storie di Posy Bates:
- Meet Posy Bates (1992)
- Posy Bates and the Bag Lady (1994)
- Posy Bates, Again! (1994)

Serie di The Two Hoots:
- Two Hoots (1974) (con Martine Blanc)
- Two Hoots go to the sea (1974) (con Martine Blanc)
- Two Hoots in the Snow (1975) (con Martine Blanc)
- Two Hoots and the Big Bad Bird (1975) (con Martine Blanc)
- Two Hoots Play Hide-And Seek (1977) (con Martine Blanc)
- Two Hoots and the King (1977) (con Martine Blanc)

Serie di Winklesea:
- A Gift from Winklesea (1997)
- Whatever Happened in Winklesea? (1991)
- Mystery at Winklesea (1995)

Altre storie:
- The White Sea Horse (1964)
- Pietro and the Mule (1965)
- Where the Wind Blows (1966)
- The Signposters (1968)
- The Sea Piper (1968)
- The Night Watchmen (1969) (con Gareth Floyd) - vincitore del Premio Phoenix
- The Outlanders (1970)
- At the Stroke of Midnight (1971)
- Up the Pier (1972)
- The Beachcombers (1972)
- The Bongleweed (1973)
- Cheap Day Return (1974)
- White Sea Horse and Other Sea Magic (1975)
- The Winter of the Birds (1976)
- A Game of Catch (1977) (con Ati Forberg)
- My Aunt Polly (1979)
- The Piemakers (1980) (con Judith Gwyn Brown)
- Dear Shrink (1982)
- The Secret World of Polly Flint (1984)
- Moondial (1987)
- Ellie and the Hagwitch (1987)
- Dragon Ride (1987)
- Trouble (1988)
- Time Out (1990) (con Peter Elwell)
- Weather Cat (1990)
- The Return of the Psammead (1992) - un sequel di Five Children and It di E. Nesbit, che la Cresswell aveva adattato per la televisione.
- Almost Goodbye, Guzzler (1992) (con Judy Brown) – Per un Pelo!
- The Watchers: A Mystery At Alton Towers (1993)
- Classic Fairy Tales (1994) (rielaborazione di una storia tradizionale)
- Stonestruck (1996)
- Snatchers (1997) – scritto per sua nipote Ellie
- Sophie and the Sea Wolf (1997)
- The Little Sea Pony (1997)
- The Little Sea Horse (1998)
- The Little Grey Donkey (1999)
- Mystery Stories (2003)
- Rumpelstiltskin (2004) (rielaborazione di una storia tradizionale)